# Acte-clair-Theorie
Die Acte-clair-Theorie (franz. – eindeutiger Akt; auch acte-clair bzw. acte-clair-Doktrin) besagt, dass eine Rechtsfrage dem Europäischen Gerichtshof (EuGH) dann nicht im Rahmen eines Vorabentscheidungsverfahrens vorgelegt werden muss, wenn über die Auslegung oder Gültigkeit von Unionsrecht vernünftigerweise keine Zweifel bestehen können.

## Vorlagepflicht nationaler Gerichte
Es handelt sich um eine ungeschriebene Ausnahme zu der Vorlageverpflichtung nach Art. 267 des Vertrags über die Arbeitsweise der Europäischen Union (AEUV), ehemals Art. 234 III des EG-Vertrags.
Allein der Europäische Gerichtshof kann über die Auslegung und Gültigkeit von Unionsrecht entscheiden. Hat ein Gericht eines Mitgliedsstaats der Europäischen Union letztinstanzlich über eine Sache zu entscheiden, bei der es auf die Anwendung von Unionsrecht ankommt, hat es bei Zweifeln der Auslegung oder Gültigkeit des Unionsrechts die entsprechende Frage dem EuGH vorzulegen (Vorlage).

## Grundsätze derCILFIT-Entscheidung
Der EuGH hat in seiner CILFIT-Entscheidung drei Fallgruppen entwickelt, in denen keine Vorlagepflicht besteht:
(1) Der EuGH hat bereits in einem identischen früheren Fall entschieden (acte éclairé).
(2) Es existiert bereits eine gesicherte Rechtsprechung des Gerichtshofs zu dieser Rechtsfrage (acte éclairé).
(3) Die Unionsrechtslage ist derart offenkundig, dass keinerlei Raum für einen vernünftigen Zweifel an der Entscheidung des EuGH bleibt (acte clair).
In diesen Fällen existiert keine Vorlagepflicht, da eine Vorlage schlichtweg als „sinnlos“ erscheinen würde.

## Konsequenzen
Um die einheitliche Auslegung des Unionsrechts dennoch sicherzustellen, wird eine verstärkte Kooperation der mitgliedstaatlichen Gerichte mit dem Ziel der „Entscheidungsharmonie“ gefordert.
Das Plenum des EU-Parlaments hat am 14. Juni 2018 eine Entschließung angenommen als Antwort auf den Bericht der EU-Kommission zur Kontrolle der Anwendung des EU-Rechts im Jahr 2016. Es wird darin unter anderem auf die Wichtigkeit von Vorabentscheidungsersuchen für die einheitliche Auslegung und Anwendung des Unionsrechts hingewiesen (Rz. 38) und die EU-Kommission aufgefordert, wirksamer zu überwachen, ob die nationalen Gerichte ihrer in Art. 267 AEUV geregelten Vorlagepflicht nachkommen. Der Deutsche Anwaltsverein fordert in diesem Zusammenhang die Schaffung eines Nichtvorlageregisters, in das alle aufgrund der Acte-Clair-Doktrin verweigerten Vorlagen eingetragen werden müssen.